# Mike Tschumi
Pour les articles homonymes, voir Tschumi.
Mike Tschumi, né le 26 novembre 1965 à Toronto en Ontario, est un joueur professionnel d’hockey sur glace canado-suisse. Il a évolué au poste de attaquant dans le championnat de Suisse de hockey sur glace.

## Carrière de joueur
Comme de nombreux autres jeunes joueurs canadiens avec un passeport suisse, dont son frère Rick, Mike Tschumi est devenu joueur professionnel en Suisse.

## Statistiques
| Saison     | Équipe               | Ligue      |     | Saison régulière | Saison régulière | Saison régulière | Saison régulière | Saison régulière |   | Séries éliminatoires | Séries éliminatoires | Séries éliminatoires | Séries éliminatoires | Séries éliminatoires |
| Saison     | Équipe               | Ligue      | PJ  | B                | A                | Pts              | Pun              | PJ               | B | A                    | Pts                  | Pun                  |                      |                      |
| 1987-1988  | EV Zoug              | LNA        | 36  | 4                | 4                | 8                | 63               |                  |   |                      |                      |                      |                      |                      |
| 1988-1989  | EV Zoug              | LNA        | 36  | 8                | 7                | 15               | 41               | 3                | 0 | 0                    | 0                    | 0                    |                      |                      |
| 1989-1990  | HC Fribourg-Gottéron | LNA        | 35  | 7                | 4                | 11               | 44               | 3                | 1 | 0                    | 1                    | 7                    |                      |                      |
| 1990-1991  | HC Genève-Servette   | LNB        | 13  | 0                | 1                | 1                | 22               |                  |   |                      |                      |                      |                      |                      |
| 1990-1991  | HC Olten             | LNA        | 17  | 1                | 3                | 4                | 12               | 10               | 2 | 0                    | 2                    | 22                   |                      |                      |
| 1992-1993  | EHC Bülach           | LNB        | 35  | 10               | 9                | 19               | 83               | 1                | 0 | 0                    | 0                    | 0                    |                      |                      |
| 1993-1994  | EHC Bülach           | LNB        | 36  | 15               | 12               | 27               | 44               | 4                | 3 | 1                    | 4                    | 0                    |                      |                      |
| 1994-1995  | HC La Chaux-de-Fonds | LNB        | 36  | 9                | 8                | 17               | 70               | 4                | 0 | 0                    | 0                    | 2                    |                      |                      |
| 1995-1996  | HC Bienne            | LNB        | 34  | 2                | 5                | 7                | 68               | 3                | 0 | 0                    | 0                    | 4                    |                      |                      |
| Totaux LNA | Totaux LNA           | Totaux LNA | 124 | 20               | 18               | 38               | 160              | 16               | 3 | 0                    | 3                    | 29                   |                      |                      |
| Totaux LNB | Totaux LNB           | Totaux LNB | 154 | 36               | 35               | 71               | 287              | 12               | 3 | 1                    | 4                    | 6                    |                      |                      |